# Höllentalspitzen
Os Höllentalspitzen são três picos nas montanhas Wetterstein, perto de Garmisch-Partenkirchen, no sul da Alemanha.
O pico mais próximo da Zugspitze é o Höllentalspitze Interior (Innere  Höllentalspitze), 2741 m de altitude; este é seguido pelo pico principal Höllentalspitze Central (Mittlere Höllentalspitze), 2743 m de altitude; e o Höllentalspitze Exterior (Äußeren Höllentalspitze) 2720 m de altitude.